# Skitławki
Skitławki [skiˈtwafki] (Đức Skittlauken) là một khu định cư ở quận hành chính của Gmina Zalewo, trong Ilawa County, WARMIŃSKO-MAZURSKIE, ở miền bắc Ba Lan. Nó nằm khoảng 7 kilômét (4 mi)   phía nam Zalewo, 23 km (14 mi) phía bắc Iława và 57 km (35 mi) về phía tây của thủ đô khu vực Olsztyn.